# Ailuropodinae
Ailuropodinae è una sottofamiglia di Ursidae che contiene solo una specie vivente, il panda gigante (Ailuropoda melanoleuca) della Cina. I reperti fossili di questo gruppo hanno dimostrato che questi animali erano molto più diffusi di quanto si pensasse durante tutto l'Olartico, con varie specie rinvenute in luoghi come l'Europa, gran parte dell'Asia e persino in Nord America. I primi panda non erano diversi dalle altre specie di orsi moderni, in quanto avevano una dieta onnivora, ma, circa 2,4 milioni di anni fa, i panda si sono evoluti adattandosi ad una dieta erbivora.

## Sistematica
Da quando il panda gigante è stato descritto, è stato fonte di confusione tassonomica, essendo stato classificato variamente come un membro di Procyonidae, Ursidae, Ailuridae, o anche con la propria famiglia Ailuropodidae. Parte delle loro somiglianze con il panda rosso è in particolare la presenza di uno "pseudo-pollice" e di cinque dita; il "pollice" è in realtà un osso sesamoide modificato che lo aiuta a trattenere il bambù mentre mangia.
Recenti studi genetici hanno dimostrato che gli Ailuropodinae sono effettivamente membri della famiglia Ursidae in quanto non sono strettamente imparentati ai panda rossi, che sono collocati nella loro famiglia Ailuridae. Eventuali somiglianze tra Ailuropodinae e Ailuridinae sono probabilmente dovute a un'evoluzione convergente poiché la documentazione fossile ha dimostrato che il "falso pollice" è stato acquisito in modo indipendente per scopi diversi. Il "falso pollice", infatti, è stato osservato anche negli orsi dagli occhiali, suggerendo che si tratti di un tratto plesiomorfo tra gli orsi che si è perso nella sottofamiglia Ursinae.

### Tassonomia
Gli Ailuropodini sono divisi in due tribù, gli estinti Indarctini e gli Ailuropodini che contengono una singola specie vivente; la seguente tassonomia segue gli studi di Abella et al. (2012):
- Sottofamiglia Ailuropodinae (Grevé, 1894)[19]
  - Tribù † Indarctini (Abella et al., 2012)
    - Genere † Miomaci (de Bonis et al., 2017)
      - Specie † Miomaci pannonicum (de Bonis et al., 2017)

    - Genere † Indarctos (Pilgrim, 1913)
      - Specie † Indarctos punjabensis (Lydekker, 1884)
      - Specie † Indarctos zdanskyi (Qiu & Tedford, 2003)[20]
      - Specie † Indarctos sinensis (Zdansky, 1924)
      - Specie † Indarctos vireti (Villalta & Crusafont, 1943)
      - Specie † Indarctos arctoides (Deperet, 1895)
      - Specie † Indarctos anthracitis (Weithofer, 1888)
      - Specie † Indarctos salmontanus (Pilgrim, 1913)
      - Specie † Indarctos atticus (Weithofer, 1888)
      - Specie † Indarctos bakalovi (Kovachev, 1988)
      - Specie † Indarctos lagrelli (Zdansky, 1924)
      - Specie † Indarctos oregonensis (Merriam et al., 1916)
      - Specie † Indarctos nevadensis (Macdonald, 1959)[21]

  - Tribù Ailuropodini (Grevé, 1894)
    - Genere † Kretzoiarctos (Abella et al., 2012)
      - Specie † Kretzoiarctos beatrix (Abella et al., 2011)

    - Genere † Agriarctos (Kretzoi, 1942)[22]
      - Specie † Agriarctos depereti (Schlosser, 1902)
      - Specie † Agriarctos vighi (Kretzoi, 1942)
      - Specie † Agriarctos gaali (Kretzoi, 1942)

    - Genere † Ailurarctos (Qi et al., 1989)
      - Specie † Ailurarctos yuanmouensis (Zong, 1997)
      - Specie † Ailurarctos lufengensis (Qi et al., 1989)

    - Genere Ailuropoda (Milne-Edwards, 1870)
      - Specie †Ailuropoda microta (Pei, 1962)
      - Specie †Ailuropoda wulingshanensis (Wang & Alii, 1982)
      - Specie †Ailuropoda baconi (Woodward 1915)
      - Specie Ailuropoda melanoleuca (David, 1869) – Panda gigante